# Юханссон, Пер (пловец)
Пер Ю́ханссон (швед. Per Johansson; 25 января 1963, Бурлэнге) — шведский пловец, трёхкратный бронзовый призёр Олимпийских игр.

## Карьера
На Олимпийских играх 1980 года выиграл бронзу в плавании на 100 вольным стилем, уступив своему соотечественнику Перу Хольмерцу и восточногерманцу Йоргу Войте.
На следующей Олимпиаде вновь стал третьим на дистанции 100 метров кролем, а также вместе с Томасом Лейдстрёмом, Бенгтом Бароном и Микаелем Эрном стал бронзовым призёром эстафеты 4×100 метров вольным стилем. В комбинированной эстафете 4×100 метров команда Швеции заняла пятое место. На Играх 1988 года участвовал в заплывах на 50 и 100 метров вольным стилем, а также в эстафете 4×100 метров вольным стилем.
В 1982 году на чемпионате мира выиграл две бронзовые медали. Обладатель семи медалей чемпионата Европы, в том числе двух золотых.

## Личная жизнь
Женат на шведской пловчихе Карин Фурухед, участнице Олимпийских игр 1984 и 1988 годов.